# سي بي سي تو
1. تحويل شبكة قنوات سي بي سي